# Castello di Miolans
Il castello di Miolans è un castello fortificato medievale situato nella Combe de Savoie, nel comune di Saint-Pierre-d'Albigny.

## Geografia
Il castello si trova nel territorio compreso tra i comuni di Montmélian e di Albertville, nella frazione di Miolans del comune di Saint-Pierre d'Albigny, dalla quale prende il nome. Situato ai piedi dello sperone di Arclusaz (prealpi dei Bauges), su un costone roccioso di circa 550 metri, si innalza sulla Combe de Savoie di 200 metri. Da questa posizione domina la confluenza Arc-Isère, nota come Pont-Royal, che consente di raggiungere la riva sinistra dell'Isère e la valle della Maurienne o, più oltre, il Moncenisio e il Fréjus.

## Storia
Il sito del castello era già occupato in età romana da un accampamento fortificato. 
Nel medioevo sul luogo venne eretta dalla famiglia dei Miolans una torre, detta di san Pietro. Nella seconda metà del XIV secolo la stessa famiglia potenziò le fortificazioni preesistenti, aggiungendo inoltre una seconda torre. Nel XVI secolo venne edificata la terza torre. 

Con l'estinzione nel ramo maschile dei signori di Miolans nel 1523 il castello passò a far parte dei domini dei duchi di Savoia. 
Il duca Emanuele Filiberto trasformò la fortezza in una prigione, funzione che mantenne fino al 1792, quando venne espugnata dai rivoluzionari francesi. Il castello, saccheggiato dai rivoltosi, cadde in rovina. 
Il prefetto della Savoia acquistò quanto rimaneva della fortezza nel 1871, restaurandola. Il castello è proprietà privata, ma può essere visitato.

## Descrizione
La cinta muraria del castello si estende per 200 metri, delimitando una superficie irregolare larga 60-80 metri. Il castello presentava vari dispositivi di difesa, ben quattro fossati, 2 o 3 ponti levatoi, 5 porte e due erpici d'assedio. L'ingresso principale del castello era inoltre fortificato.

## La prigione
Dal XVI secolo al 1792 la fortezza venne impiegata come prigione. Era chiamata la "Bastiglia della Savoia" o la "Bastiglia delle Alpi" per la sua supposta inespugnabilità. Ospitò più di 200 prigionieri. I nomi delle celle recavano i nomi di Enfer (Inferno), Purgatoire (Purgatorio), Paradis (Paradiso), Trésor (Tesoro), petite et grande Espérance (piccola e grande speranza). Tra le personalità incarcerate troviamo:
- Pierre Monod, gesuita e confessore di Cristina di Francia, ivi rinchiuso dal 1640 alla morte, avvenuta il 31 marzo 1644;
- lo storico Pietro Giannone, ivi rinchiuso tra il 1736 e il 1738;
- Vincent-René Lavini, noto falsario, dal 1767 al 1786;
- François-Marie de l'Alée, barone di Songy, dal febbraio del 1772 al 1º maggio 1773 (riuscì ad evadere);
- il marchese de Sade, dal 1772, evaso assieme al barone di Songy.